# Henry Percy, 1. jarl af Northumberland
Henry Percy, 1. jarl af Northumberland, 4. baron Percy, titulær konge af Man, KG,  Lord Marshal (10. november 1341 – 20. februar 1408) var søn af Henry de Percy, 3. baron Percy og en efterkommer af Henrik 3. af England . Hans mor var Maria af Lancaster, datter af Henrik, 3. jarl af Lancaster, søn af Edmund, 1. jarl af Leicester og Lancaster, som var søn af Henrik 3.

## Liv
Henry Percy var oprindeligt en støtte af Edvard 3. af England, for hvem han holdt vigtige embeder i administrationen af det Nordengland. I en ung alder blev han i 1362 udnævnt til Warden of the Marches ved grænsen til Skotland med myndighed til at forhandle med den skotske regering. I februar 1367 fik han til opgave at føre tilsyn over alle borge og befæstninger i grænseegnen. Han fortsatte med at støtte kong Richard 2. og formelt ophøjet til jarl ved Richards kroning i 1377, og holdt kortvarigt titlen Earl Marshal af England. Mellem 1383 og 1384 blev han udnævnt til Admiral of the Northern Seas. Efter at Richard havde ophøjet hans rival Ralph Neville til stillingen som jarl af Westmorland i 1397, støttede Percy og hans søn, også Henry og kendt som "Hotspur", Henrik af Bolingbrokes oprør, som endte med at Henrik blev kronet som kong Henrik 4.
I forbindelse med kong Henrik 4.'s kroning blev Henry Percy udnævnt til Rigskonstabel af England og tildelt herredømme over Isle of Man. Percy og Hotspur fik til opgave at slå Owain Glyndŵrs oprør ned, men deres forsøg på at skabe fred med de walisiske oprørere faldt ikke i god jord hos kongen.

## Oprør
I september 1402 deltog Percys i Slaget ved Homildon Hill, som endte med at mange skotske adelsmænd blev taget til fange. Henry ønskede ikke, at de skulle købes fri med løsesummer, hvilket førte til endnu et skænderi. I 1403 satte Percy-familien sig op imod Henrik 4. til fordel for Edmund Mortimer, 5. jarl af March, og konspirerede derefter med Owain Glyndŵr mod Henrik. Percy-oprøret endte med et nederlag i Slaget ved Shrewsbury, hvor Hotspur blev dræbt. Da jarlen ikke deltog direkte i oprøret, blev han ikke dømt for forræderi. Imidlertid mistede han sit embede som konstabel.
I 1405 underskrev alle tre parter Tripartite Indenture, en aftale som delte England op mellem dem. Glyndŵr skulle gives Wales, og en væsentlig del af det vestlige England, Northumberland skulle have modtaget det nordlige England samt Northamptonshire, Norfolk, Warwickshire og Leicestershire. Mortimers skulle have modtaget resten af det sydlige England, syd for floden Trent.
Senere i 1405 støttede Percy Richard le Scrope, ærkebiskop af York, i endnu et oprør, hvorefter Percy flygtede til Skotland, og hans godser blev konfiskeret af kongen.
I 1408 invaderede Percy England igen i et oprør og blev dræbt i Slaget ved Bramham Moor. Hans afskårne hoved blev efterfølgende opsat til frit skue på London Bridge.

## Ægteskaber og afkom
I 1358 blev han gift med Margaret Neville (12. februar 1339 – 12. maj 1372), datter af Ralph Neville, 2. baron Neville de Raby og Alice de Audley.  De fik fire sønner (Harry "Hotspur" Percy, Thomas, Ralph og Alan) og en datter (Margaret).
I 1381 blev han gift med Maud Lucy (1343 – 18. december 1398), datter af Sir Thomas de Lucy, 2. baron Lucy og Margaret de Multon, og dermed søster og arving til Anthony Lucy, 3. baron Lucy (død 1368), af Cockermouth Castle, Cumbria, hvis gods han arvede på betingelse at han og hans mandlige skulle bære Lucy-familiens våbenskjold (Rød baggrund, tre søvhvide gedder med hovedet opad) i et af felterne i deres eget våbenskjold. De fik ingen børn.

## I litteraturen
Northumberland er en central figur i Shakespeares Richard den Anden, Henrik den Fjerde, del 1, og Henrik den Fjerde, del 2.
Hans optræden som karakter i Shakespeares skuespil inspirerede karakteren Lord Percy Percy, arvingen til hertugdømmet Northumberland i den historiske tv-serie Blackadder (Den sorte snog), der forgår i den sidste del af Plantagenet-æraen.
Romanen Lion of Alnwick af Carol Wensby-Scott er det første bind i Percy Saga-trilogien, der genfortæller historien om "den vilde og strålende Percy-familie" og fortæller en fiktiv beretning om den 1. jarl af Northumberlands og hans søn Henry "Hotspur" Percys liv. De andre romaner i trilogien, Lion Dormant og Lion Invincible fortæller historien om hans andre efterkommere og deres rolle i Rosekrigene i England.
Henry Percy og hans søn Hotspur er også væsentlige figurer i Edith Pargeters roman A Bloody Field af Shrewsbury, der fortæller begivenhederne op til Slaget ved Shrewsbury i 1403.
Han er en central figur i My Lord John af Georgette Heyer.

## Yderligere læsning
- Towson, Kris Henry Percy, first earl of Northumberland : ambition, conflict and cooperation in late mediaeval England St. Andrews ph.d.-afhandling, 2005.
- Rose, Alexander Kings i nord - The House of Percy in British History. Phoenix / Orion Books Ltd, 2002, ISBN 1-84212-485-4 (722 sider paperback)